# 熱海市立小嵐中学校
熱海市立小嵐中学校（あたみしりつ こあらしちゅうがっこう）は、静岡県熱海市にかつてあった公立中学校。 略称は「嵐中」（らんちゅう）。生徒数減少により、2014年（平成26年）3月20日に閉校。

## 沿革
- 1953年（昭和28年）4月1日 - 「熱海市立熱海中学校」から独立して「熱海市立小嵐中学校」が発足[1][2]。
- 1953年（昭和28年）5月1日 - 熱海市熱海宮の上1648番地に校舎新設、移転[1][2]。
- 1953年（昭和28年）5月5日 - 開校記念式挙行、校章制定[1]。
- 1955年（昭和30年）3月11日 - 校歌（土岐善麿作詞、上野学園短大作曲）制定[1]。
- 1958年（昭和33年）4月1日 - 制服制定[1]。
- 1962年（昭和37年）9月16日 - 創立10周年記念式挙行[1]。
- 2002年（平成14年）9月28日 - 創立50周年記念式典・祝賀会[1]。
- 2014年（平成26年）3月20日 - 生徒数減少により閉校、「熱海中学校」と学区再統合。